# Самбийский каноник
Самбийский каноник, Извлечения из прусских дел (лат. Canonici Sambiensis epitome gestorum Prussie) — историческое сочинение жившего в 1-й пол. XIV в. и неизвестного по имени самбийского каноника о Пруссии, Ливонии и Тевтонском ордене, историю которых автор старается рассматривать в контексте всемирной истории. Охватывают период с 3 по 1336 гг. Для событий до XIII в. источниками послужили австрийские «Мелькские анналы» (Annales Mellicenses), «Анналы святого Рудберта Зальцбургского» (Annales s. Rudberti Salisburgensis) и «Клостернойбургская хроника» (Chronicon Claustroneoburgense). Сохранились в рукописи 2-й пол. XIV в.

## Издания
- Canonici Sambiensis epitome gestorum Prussie ed. M. Toeppen // Scriptores rerum Prussicarum. Bd. 1. Leipzig. 1861.
- Annales canonici Sambiensis / ed. W. Arndt // MGH, SS. Bd. XIX. Hannover. 1866, p. 696—708[2].

## Переводы на русский язык
- Извлечения из прусских дел — перевод Д. В. Углик-Башлакова на сайте Восточной литературы